# STOBAR

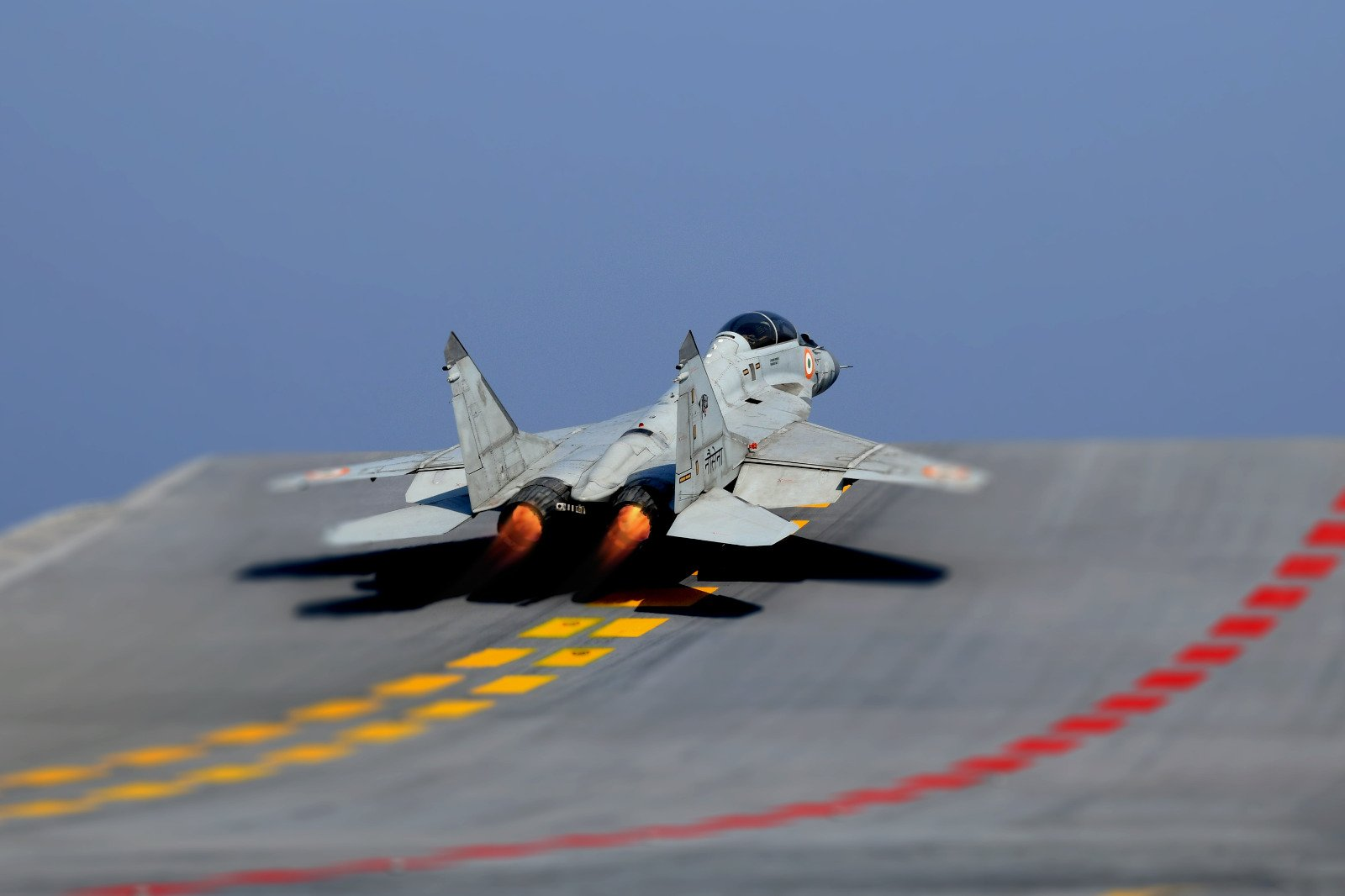
Egy MiG-29K az INS Vikrant fedélzetén

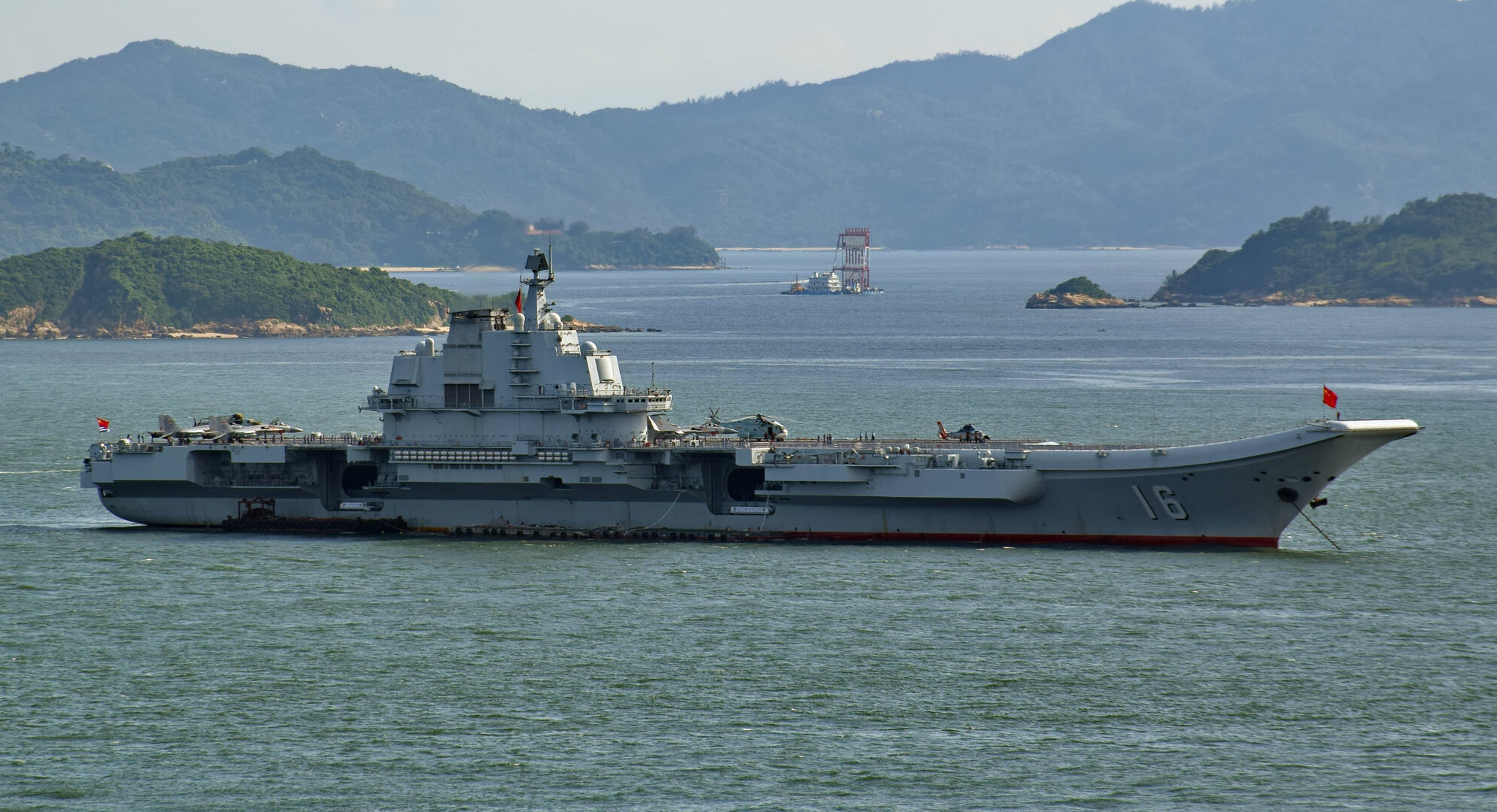
Liaoning

A STOBAR a Short Take Off But Arrested Recovery rövidítése. A repülőgép-hordozóról indított STOBAR jellegű gépek ötvözik a STOVL és a CATOBAR elemeit: saját erőből, rövid nekifutással szállnak fel, de a leszállásnál a megállást fékezőkötelek segítik. A hagyományos hordozókról való indítást gőzkatapulttal hajtják végre. A világ egyetlen STOBAR jellegű repülőit üzemeltető hordozó az orosz Admiral Kuznyecov - elkészülte után csatlakozik hozzá az indiai Vikramaditya és a Vikrant osztály többi hordozója.
A STOBAR rendszert egyszerűbb megépíteni, mivel nincsen szükség komplex katapultrendszerre, ám csak könnyű és könnyen felfegyverzett, nagy tolóerő–súly arányú vadászgépekkel működik.